# Jorden van Foreest (1482-1509)

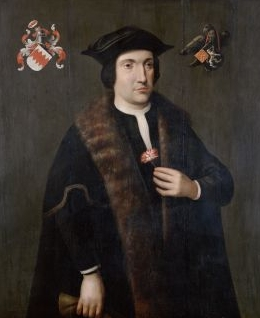
Jorden van Foreest

Jorden van Foreest (genoemd 1482 – overleden voor 25 april 1509) was schepen van Alkmaar.
Jorden van Foreest werd geboren als zoon van Dirk van Foreest en Haesgen Pieter Jordenszoon. Hij trouwde met Aleid, dochter van Jan Jan Symonszn. (van Egmond van de Merestein) en Alijt Willem Jacobsz. dochter. Zij kregen een zoon Jorden, die burgemeester van Alkmaar zou worden.